# انریکه (آلبوم)
«انریکه» (Enrique) آلبومی از هنرمند اهل اسپانیا انریکه ایگلسیاس است که در سال ۱۹۹۹ میلادی منتشر شد.